# Kryonéri (Attique)
Pour les articles homonymes, voir Kryonéri.
Kryonéri, en grec moderne : Κρυονέρι, est une agglomération du dème de Diónysos en Attique de l'Est, au nord d'Athènes, en Grèce. 
Selon le recensement de 2011, sa population s'élève à 5 040 habitants.